# Kaiavere (Palamuse)
Kaiavere – wieś w Estonii, w prowincji Jõgeva, w gminie Palamuse.